# Puig de Massanella
El Puig de Maçanella o Puig de Massanella és el segon cim més alt de Mallorca, amb una altura de 1364 m. Pertany al municipi d'Escorca.
És el cim més alt accessible de l'illa, car el seu veí més alt Puig Major té un complex d'antenes militars al cim, fet que la converteix en una muntanya molt popular. El cim és inusual per tenir una fossa profunda que sembla haver estat formada per la dissolució de la pedra calcària que es deia que s'havia utilitzat per emmagatzemar neu en el passat. Hi ha diverses ruïnes al coll proper al cim que abans eren cases de neu.

## Principals accessos
Hi ha una primera ruta a peu fins al cim des del sud, seguida de diverses rutes de pujada des del coll de la Línia cap al nord, senyalitzades amb petites fites i punts vermells pintats a les roques, i una segona ruta fàcil de pujada que comença una mica més avall al costat sud-oest del coll.
- Des del Coll de la Batalla la qual ruta té un preu de 4 € per residents i 6 € per no residents.[3] Tot passant pel Coll de la Línia.
- Des de Mancor, passant també pel Coll de la Línia.